# Liolaemus alticolor
Liolaemus alticolor este o specie de șopârle din genul Liolaemus, familia Tropiduridae, descrisă de Barbour 1909.

## Subspecii
Această specie cuprinde următoarele subspecii:
- L. a. walkeri
- L. a. alticolor